# بلدة بروس (مقاطعة شبوا)
بروس، مقاطعة شبوا (بالإنجليزية: Bruce Township, Chippewa County, Michigan)‏ هي بلدة تقع بولاية ميشيغان في الولايات المتحدة. تبلغ مساحتها 234.8 (كم²)، وترتفع عن سطح البحر 199 م، بلغ عدد سكانها 1940 نسمة في عام تعداد الولايات المتحدة 2000 حسب إحصاء مكتب تعداد الولايات المتحدة وتصل الكثافة السكانية فيها 8.6 نسمة/كم2.

## وصلات خارجية
- The US50 - Cities and Towns in Michigan State
- Michigan Cities and Towns, Facts, Map, Flag, Colleges, Government, and More